# Dąbie (gmina w województwie lubelskim)
Dąbie – dawna gmina wiejska istniejąca do 1954 roku w woj. lubelskim. Siedzibą władz gminy było Dąbie, a następnie Gręzówka (Grężówka).
Gmina należała do powiatu łukowskiego w woj. lubelskim. 1 kwietnia 1927 roku część gminy Dąbie przyłączono do gmin gminy Celiny i gminy Trzebieszów. Według stanu z dnia 1 lipca 1952 roku gmina składała się z 7 gromad.
Gmina została zniesiona 29 września 1954 roku wraz z reformą wprowadzającą gromady w miejsce gmin. Jednostki nie przywrócono 1 stycznia 1973 roku po reaktywowaniu gmin.